# Einar Reventlow

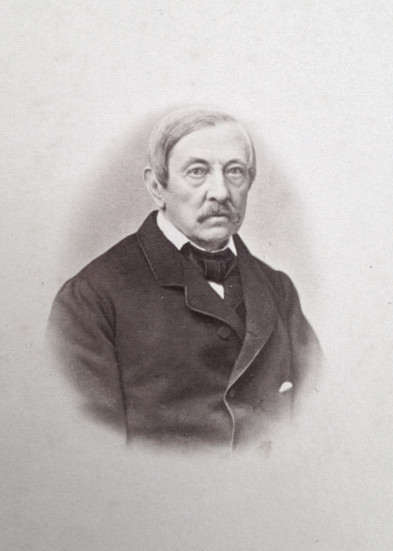
Einar Reventlow, fotografi från 1860-talet

Einar Carl Ditlev Reventlow, född den 6 januari 1788 i Köpenhamn, död den 4 maj 1867 på Pederstrup herrgård, var en dansk lantbrukare och jurist. Han var son till den danske statsministern Christian Ditlev Frederik Reventlow (1748–1827) av danska grevliga ätten Reventlow och dennes hustru Frederikke Charlotte, född von Beulwitz (1747–1822); han var således sonsons son till general Christian Ditlev Reventlow.

## Biografi
Reventlow blev tillsammans med bröderna Ernst och Fritz elev på det Schouboeske Institut 1802 och blev juris kandidat 1810. Snart därefter utnämndes han till auskultant i Højesteret och följde året därpå med sin far på dennes omskrivna resa till Norge. 
1813 fick Reventlow avbryta sitt arbete i Højesteret på grund av en depression. Efter en kort tid som konvalescent på familjegodset Pederstrup på nordvästra Lolland flyttade han till sin faster Louise Stolberg och hennes make Christian zu Stolberg-Stolberg på godset Vindeby i norra Schleswig-Holstein. Där blev han upplärd i lant- och jordbruk från 1814 till 1815. Vid återkomsten till Lolland sysselsatte han sig med att bygga upp ett mindre jordbruk från grunden. Det visade sig bli ett framgångsrikt projekt och från 1820 arrenderade samt brukade han gården Aalstrup, som låg under faderns grevskap Christianssæde.
Reventlows renommé som lantbrukare gjorde att han sedermera användes som administratör, bland annat för de omfattande grevskapen Hardenberg (i dag Krenkerup) och Knuthenborg. 1845 flyttade han till Sverige, där han köpte ett antal gårdar; bland dessa var Frugården och Vänersnäs i Västergötland, Ilnestorp i Västra Vrams socken samt Ugerup i Köpinge socken. Reventlow konstruerade även huvudbyggnaderna på Pugerup och Vännberga gård, i Gudmuntorps respektive Östra Strö socken. 
Vidare författade han skrifter inom fält som lantbruk och nationalekonomi. Reventlow blev naturaliserad svensk adelsman av kung Karl XV den 4 maj 1860, jämlikt 37 § 1809 års regeringsform, vilket innebär att släktens huvudman är den ende som har svensk adlig värdighet och titel. Släkten introducerades på Riddarhuset den 31 december 1861, som nr. 2335.  
Reventlow gifte sig den 24 juni 1829 med brorsdottern Hildeborg Sophie Reventlow (1804–1868) och fick ett antal barn. Hans medlemskap i Det Kongelige Nordiske Oldskriftselskab skvallrar om ett intresse i fornhistoria och arkeologi, vilket gick i arv till sönerna Christian Detlev och Fritz Reventlow; dessa bröder gjorde i egenskap av amatörarkeologer betydande fornfynd vid Ringsjöns torrläggande kring sekelskiftet 1900. Utöver ovan nämnda söner märkes dottern, konstnären Hilda Reventlow.